# Robert Scott Duncanson
Robert Scott Duncanson (1821, Seneca County – 21. prosince 1872, Detroit) byl americký malíř, který patřil mezi umělce hudsonské školy.

## Život
Jeho otec byl Kanaďan skotského původu a jeho matka byla Afroameričanka. Jako mladý chlapec žil se svým otcem v Kanadě, zatímco jeho matka žila v Mount Pleasant asi 24 km severně od Cincinnati v USA. V Kanadě nejdříve pomáhal otci a později si založil vlastní podnik se specializací na malířské a natěračské práce. Roku 1841 odešel do matčina domu v Mount Pleasant a prohlásil, že chce být umělcem. Neměl žádné umělecké vzdělání a učil se malovat sám. Zažil dlouhou uměleckou kariéru. Byl aktivní až do své smrti v roce 1872. Během života byl dvakrát ženatý a měl tři děti.

## Umělecká dráha

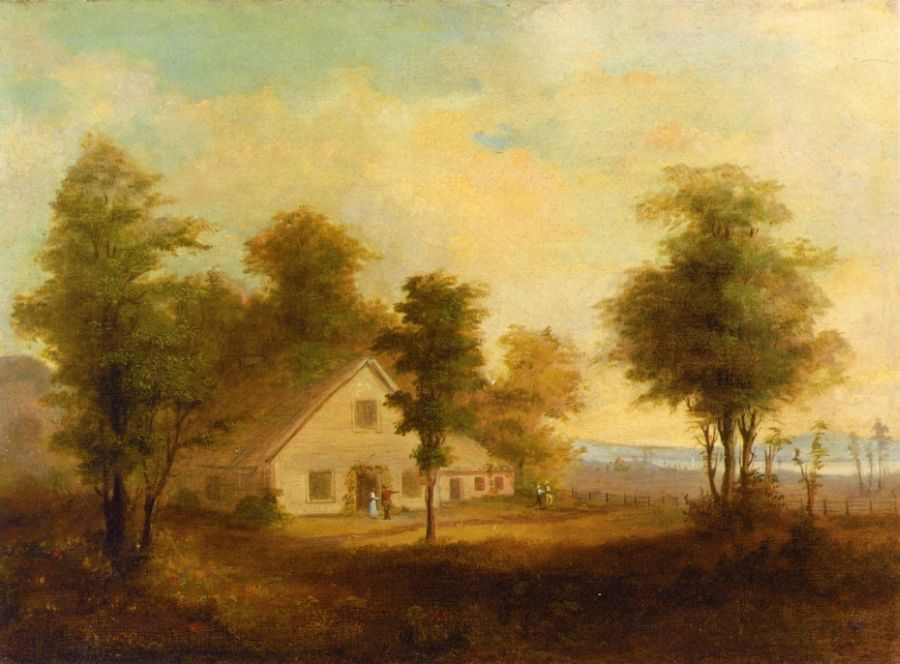
Léto (1849)

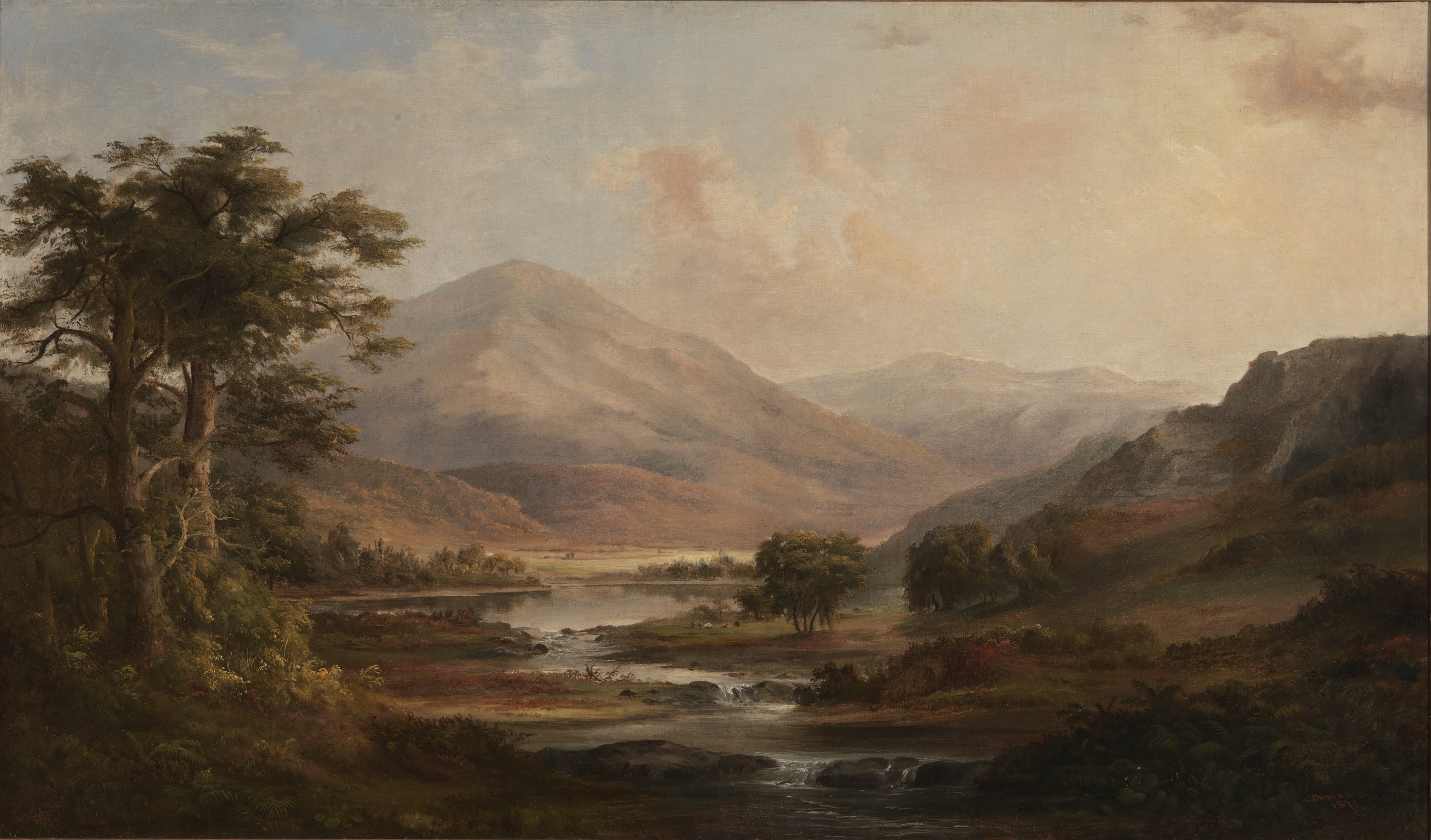
Skotská krajina (1871)

Vzhledem k tomu, že neměl umělecké vzdělání, zdokonaloval své schopnosti kopírováním a malováním portrétů. V roce 1842 byly tři jím namalované portréty (Fancy Portrait, Infant Savior a Miser) přijaty na výstavu, kterou pořádala Society for the Promotion of Useful Knowledge v Cincinnati, což byl jeho úspěšný umělecký debut.
Nedostatek zakázek ho roku 1845 přinutil k přesunu do Detroitu. Zde maloval portréty a byl dobře hodnocen v místním tisku. Objektem jeho zájmu se zde stala také žánrová malba. V roce 1846 se vrátil do Cincinnati a věnoval se malbě krajiny. Roku 1848 byl pověřen metodistickým kazatelem namalovat pohled na Lake Superior. Obraz je dnes znám pod názvem Cliff Mine, Lake Superior. Po této úspěšné práci se rozhodl věnovat krajinomalbě.
Robert Duncanson a další dva umělci z Cincinnati – Worthington Whittredge a William Sonntag se nechali inspirovat hnutím nazvaným Hudson River School (hudsonská škola), což byla skupina krajinářů inspirovaná romantismem. Tito tři umělci se vydali na cesty, aby získali potřebný materiál a inspiraci pro další práci ve studiu v Cincinnati. Po mnoha cestách se Robert Duncanson zaměřil na údolí řeky Ohio.

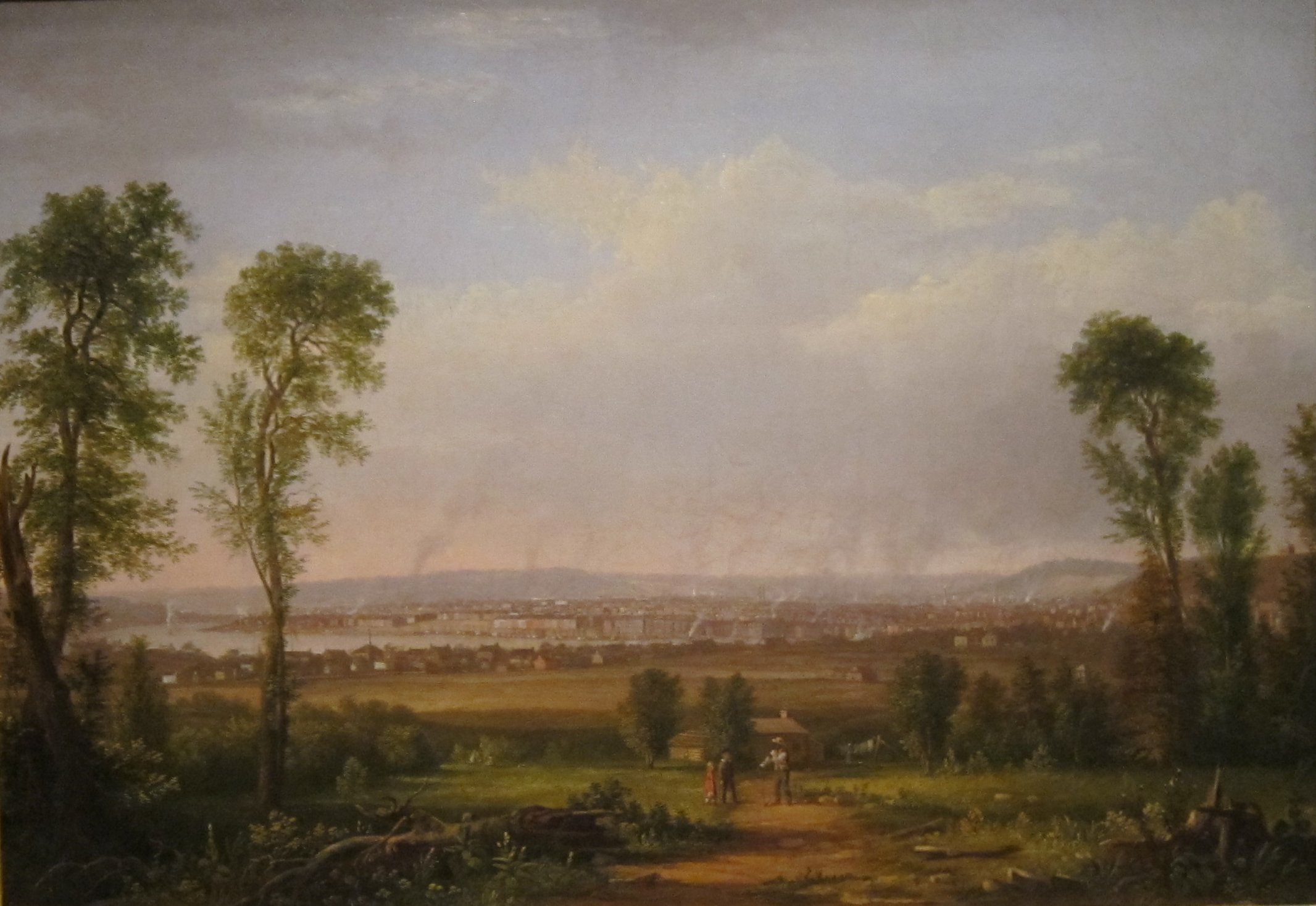
Pohled na Cincinnati, Ohio od Covingtonu, Kentucky (1851)

Jeho úspěchy upoutaly pozornost jednoho z nejbohatších občanů v Cincinnati. V roce 1851 Nicholas Longworth pověřil Roberta Duncansona, aby namaloval fresky na zdech jeho domu, nazvaného Belmont. Robert Duncanson vytvořil osm nástěnných maleb, z nichž každá byla tři metry vysoká a šest a půl metrů široká. Tato práce mu pomohla získat peníze na cesty do zahraničí. Nástěnné malby byly náročné, ale práce pro důležitého občana Cincinnati podporovala Ducansonovu kariéru. Počínaje rokem 1854 zhruba čtyři roky Robert Duncanson pracoval ve fotoateliéru James Presley Ball, kde se zabýval retušováním portrétů a kolorováním.
Na počátku občanské války se Robert Duncanson uchýlil do Kanady a později do Velké Británie. V roce 1863 se usadil v Montrealu a zůstal tam dva roky. Zde byl příznivě přijat a stal se inspirací pro kanadské malíře, jako byl např. Otto Reinhold Jacobi. Kanadská krajina jej velmi ovlivňovala, což je evidentní z mnoha jeho prací.
V roce 1865 odešel z Kanady do Spojeného království. Pohyboval se zejména v Anglii a ve Skotsku. Jeho práce byla dobře přijata a prestižní London Art Journal ho prohlásil za mistra krajinomalby. V zimě na přelomu let 1866–1867 se Robert Duncanson vrátil do Cincinnati. Inspirován evropskými cestami namaloval několik scén ze skotské krajiny.
I v posledních letech života se věnoval umělecké tvorbě. Jeho pozdní díla odrážejí lásku ke krajinomalbě a vyznačují se klidem a vyrovnaností. Onemocněl a zemřel 21. prosince 1872 v Detroitu ve věku 51 let. Byl pohřben na hřbitově v Monroe (Michigan).
Jeho dílo mělo významný dopad na americké umění a jeho vliv se projevil i v Kanadě. Jeho obrazy jsou označovány svým způsobem za průkopnické. Duncansonův syn naléhal, aby se malíř více zaměřoval na téma Afroameričanů, ale přístup Roberta Duncansona k rasovému napětí byl neformání a jemný. Jeho dílo se stalo užitečným nástrojem při výuce studentů.

## Některé obrazy
Landscape 1870 (Krajina 1870) je diagonálně rozdělen zhruba na třetiny. Na levé straně je křoví nad nímž vyčnívají dva vysoké stromy, stojící na břehu řeky. Uprostřed se vine široká řeka s horami v dálce. Na pravé straně jsou skály, balvany a křoví. Prostor je široký a volný. Řeka přitahuje oči zpět k horám v dálce a vytváří tak pocit hloubky. Všechny prvky vytváří rozlehlost. Po podrobné prohlídce obrazu najdeme další prvky. Na pravém břehu řeky je kánoe a oheň, u něhož jsou dva muži. Zdrojem světla je přirozené sluneční světlo. Jsou vidět stíny a mlha, nejjasnější je západní obloha. Krajina vypadá jako za soumraku v horách. Barvy jsou jemné a přirozené, což přináší velmi klidný pocit. Toto dílo ukazuje vývoj Duncansona jako umělce zachycuje úspěch jeho techniky. Obraz byl vytvořen v posledním období jeho života po návratu z cecty po Evropě. Evropský vliv je vidět na stromech na levé straně, zatímco skály a hory vzdávají hold hudsonské škole. Landsacape 1870 je považováno za vrchol kariéry malíře.
Uncle Tom and Little Eva (Strýček Tom a malá Eva) namaloval v roce 1853 a nachází se v Detroit Institute of Arts. Obraz zachycuje scénu z novely Chaloupka strýčka Toma spisovatelky Harriet Stoweové. Obraz zachycuje idylickou krajinu tropických rostlin a jezera Pontchartrain v Louisianě. Eva stojí s jednou rukou mířící k nebesům, zatímco Tom sedí na kameni a drží ji za druhou ruku. V dálce jsou plachetnice a ptáci a v popředí je Tomův slaměný klobouk. V popředí dominují postavy, ve střední vzdálenosti stromy a na pozadí je jezero. Prostředí se jeví odlehlé a intimní. Stromy vytvářejí bariéru mezi postavami a vnějším světem. Obraz zachycuje zvláštní vztah mezi Tomem a Evou. Ačkoli barvy jsou živé, růžové, žluté a zelené, světlo v obraze je matné. Sluneční světlo je nejjasnější na západní obloze. Otevřený prostor na levé straně symbolizuje svobodu. Toto malířovo dílo je jediné otevřeně politicky zaměřené a ukazuje jeho osobní názor na otroctví.

## Stěžejní díla
- Trial of Shakespeare,1843
- Roses Fancy Still Life, 1843
- Drunkard's Plight, 1845
- At the Foot of the Cross, 1846
- Cliff Mine, Lake Superior, 1848
- Mayan Ruins, Yucatan, 1848

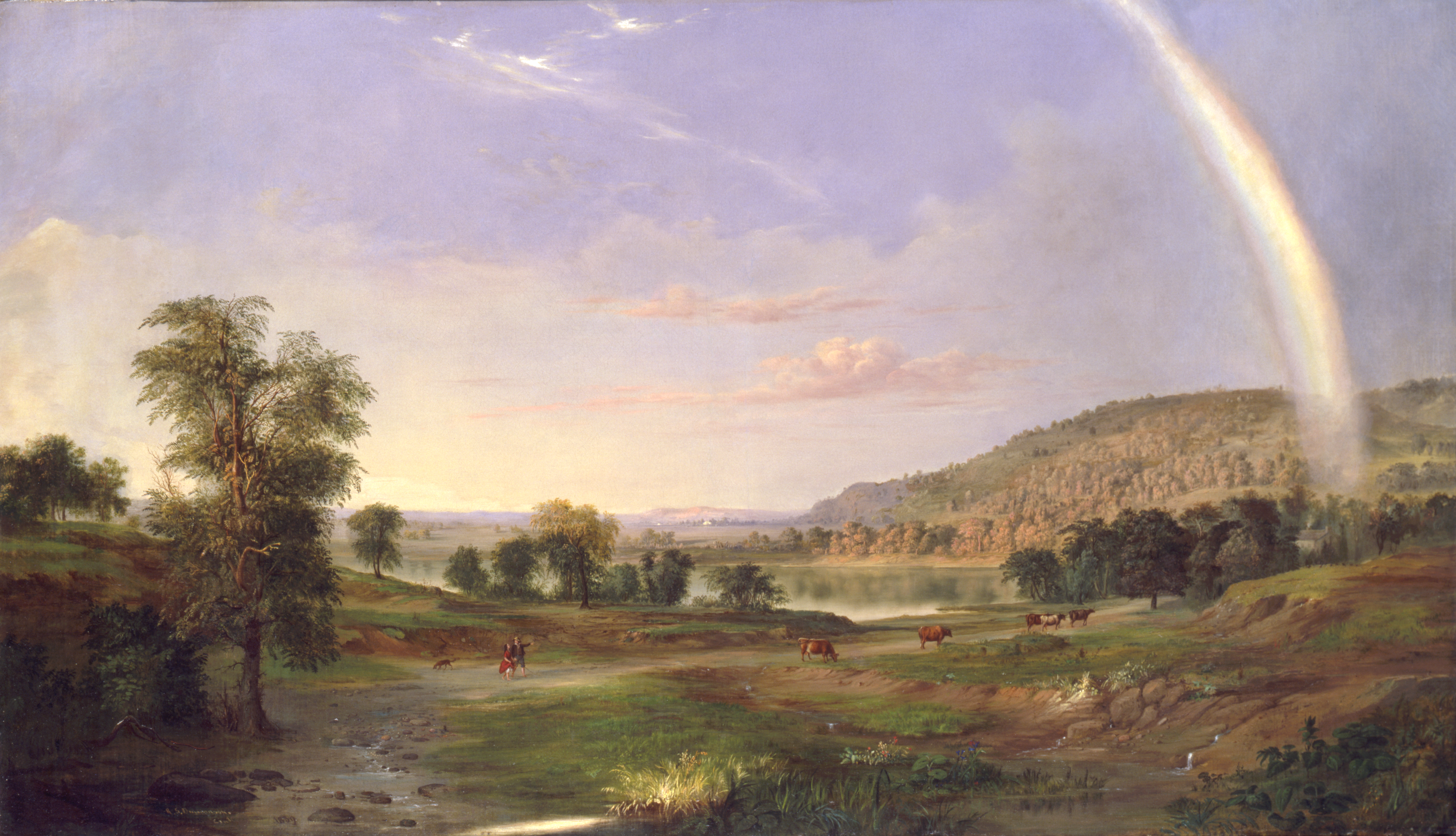
Landscape with Rainbow (1849)

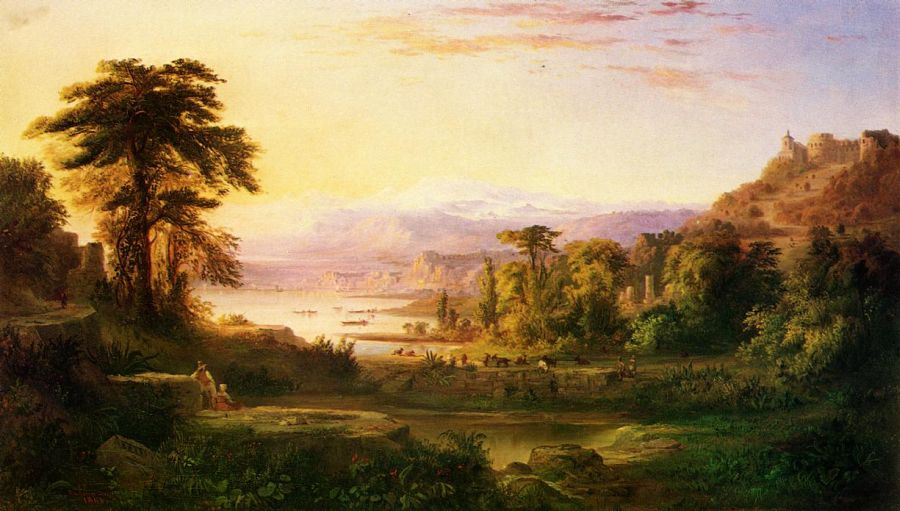
Italský sen (1865)

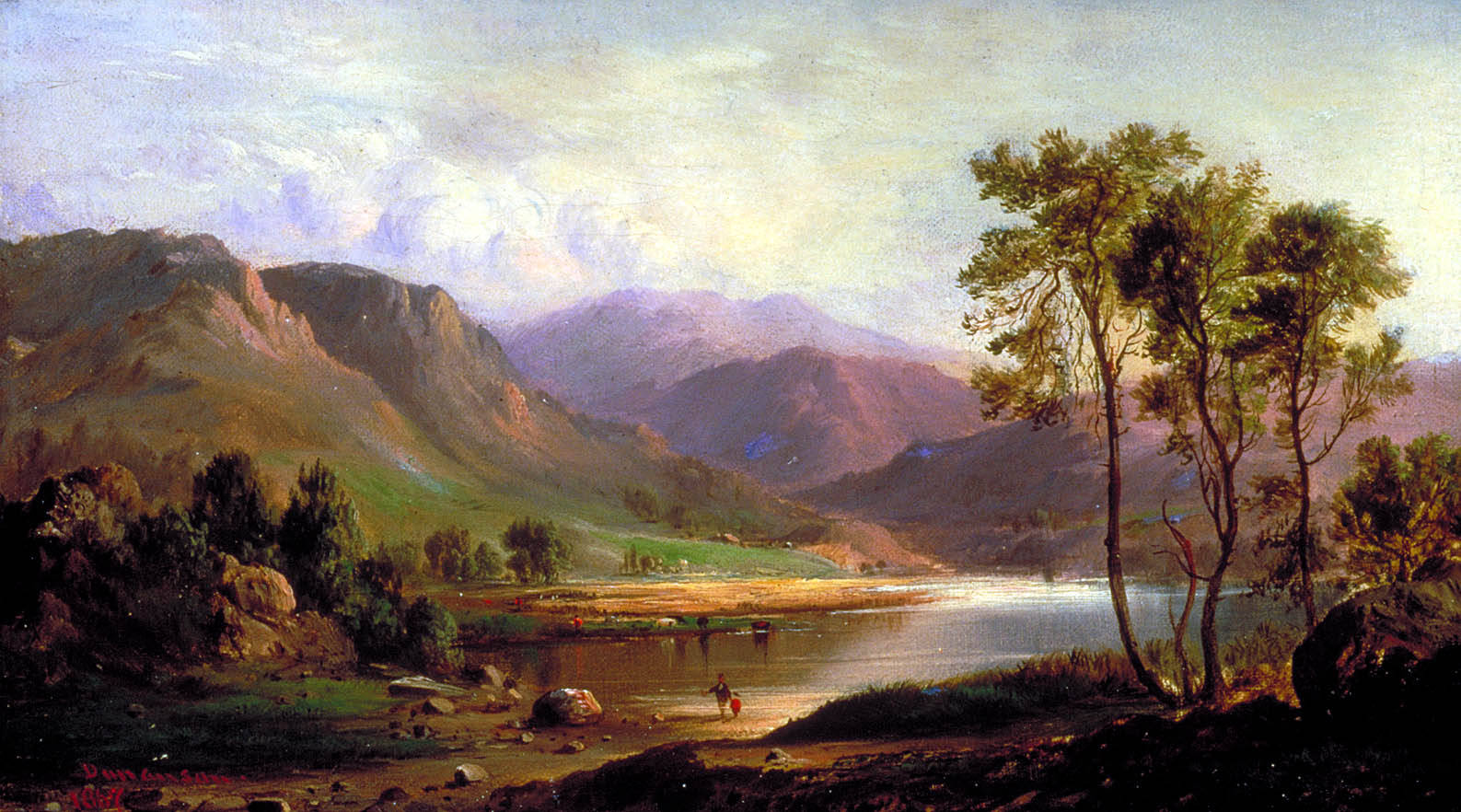
Loch Long, Scotland (1867)

- Landscape with Rainbow (1849) – dar americkému prezidentu Joe Bidenovi k jeho inauguraci[1]
- The Belmont Murals, 1850–1852
- View of Cincinnati, Ohio From Covington, Kentucky, 1851
- The Garden of Eden (after Cole), 1852
- Dream of Arcadia (after Cole), 1852
- Uncle Tom and Little Eva, 1853
- Italianate Landscape, 1855
- The Rainbow, 1859
- Land of Lotus Eaters, 1861
- Vale of Kashmir, 1863
- A Dream of Italy, 1865
- Cottate Opposite Pass at Ben Lomond, 1866
- Loch Long, Scotland, 1867
- Dog's Head Scotland, 1870
- Landscape, 1870
- Robbing the Eagle's Nest, 1856

## Výstavy
- 1842 Annual Exhibition of Paintings and Statuary, Western Art Union, Cincinnati
- 1843 Annual Exhibition of Paintings and Statuary, Western Art union, Cincinnati
- 1864 Art Association of Montreal, Montreal
- 1865 Art Association of Montreal, Canada Dublin Exhibition, Irsko
- 1871 Western Art Gallery, Detroit
- 1943 Balmoral Castle, Scotland, Museum of Modern Art, New York
- 1953 Denver Art Museum, Denver
- 1955 Cincinnati Art Museum, Cincinnati
- 1961 Indianapolis Museum of Art Indianapolis, Indianopolis
- 1967 Howard University Gallery of Art, Washington, D. C.
- 1970 La Jolla Museum of Contemporary Art, La Jolla
- 1971 Bowdoin College, Museum of Contemporary Art
- 1972 Cincinnati Art Museum, Cincinnati
- 1972 Museum of Fine Arts, Boston, Boston
- 1976 Los Angeles County Museum of Art, Los Angeles
- 1979 Detroit Institute of Arts, Detroit
- 1983 National Museum of American Art, Washington, D. C.
- 1992 National Museum of American Art, Washington, D. C.
- 1996 Washington University, St. Louis
- 1999 To Conserve a Legacy – American Art from History, Black Colleges and Universities, Studio Museum in Harlem, New York
- 2003 Then and Now: Selection of 19-20th Century Art by African American Artists, Detroit Institute of Arts, Detroit
- 2009 Cincinnati Art Museum, Cincinnati

## Galerie

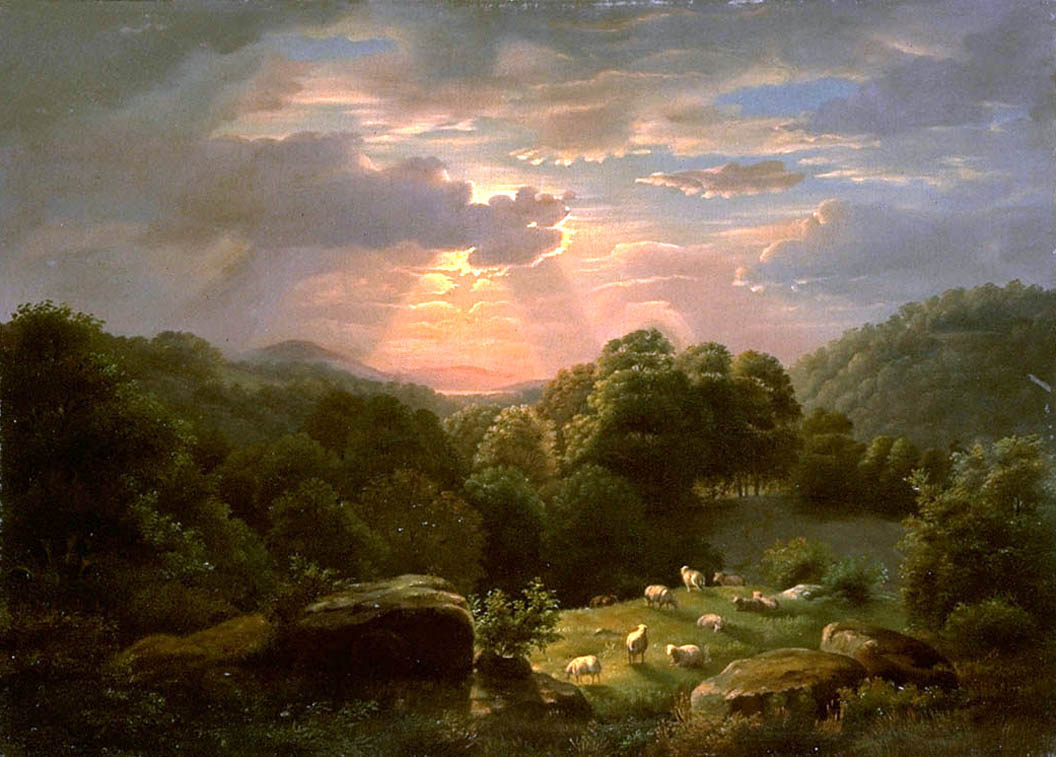
Krajina s ovcemi
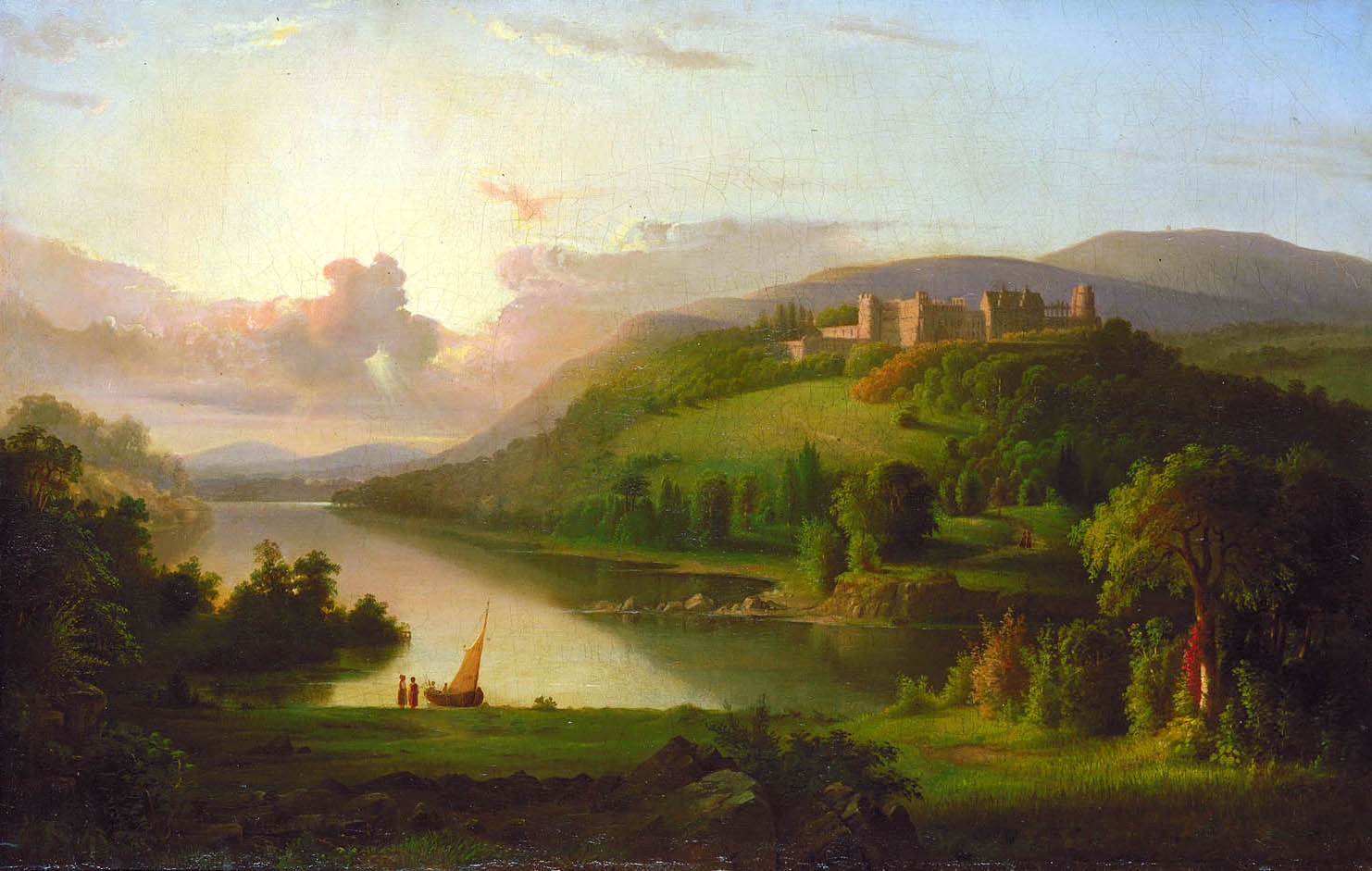
Skotská vysočina
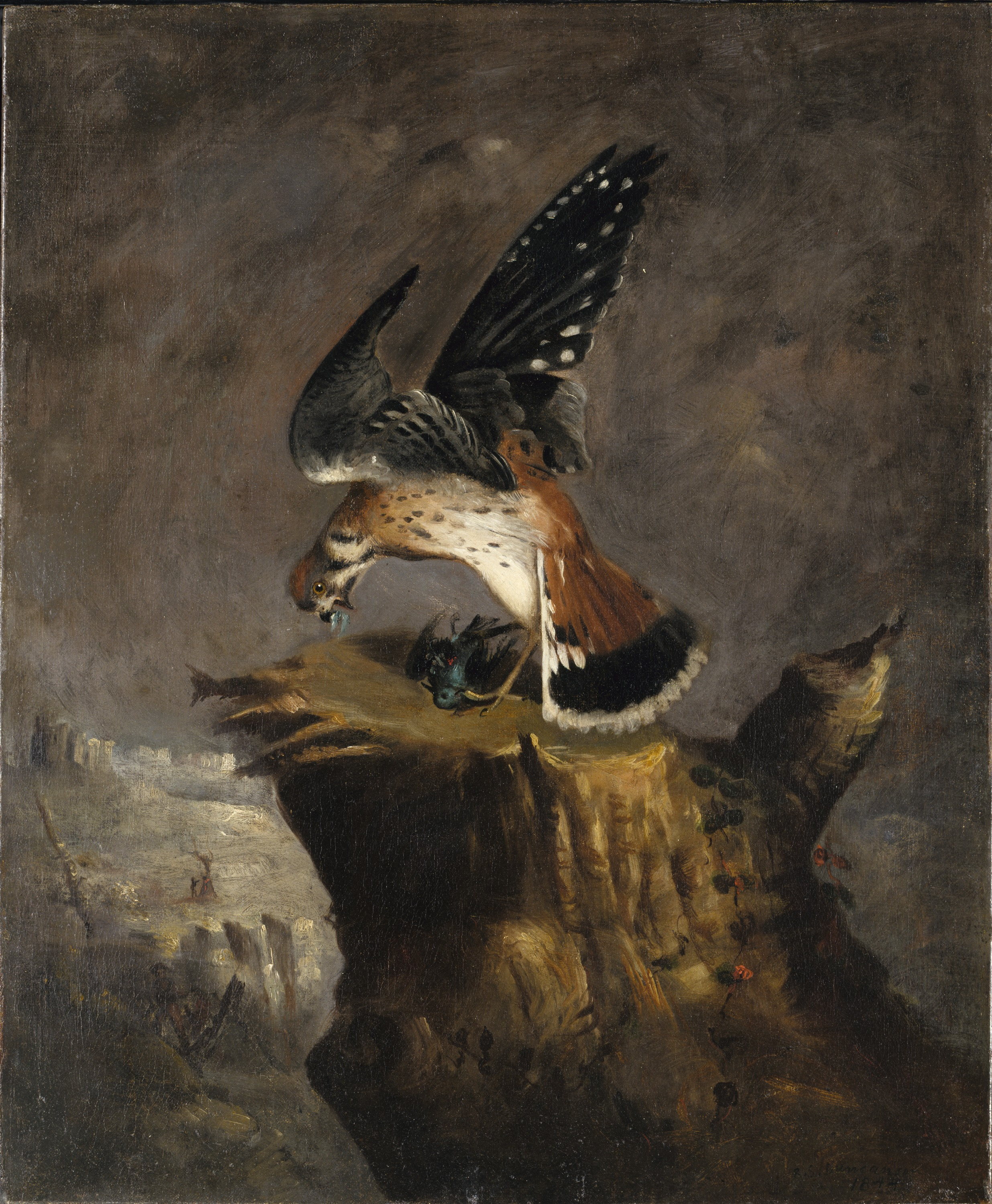
Sup a jeho kořist (1844)
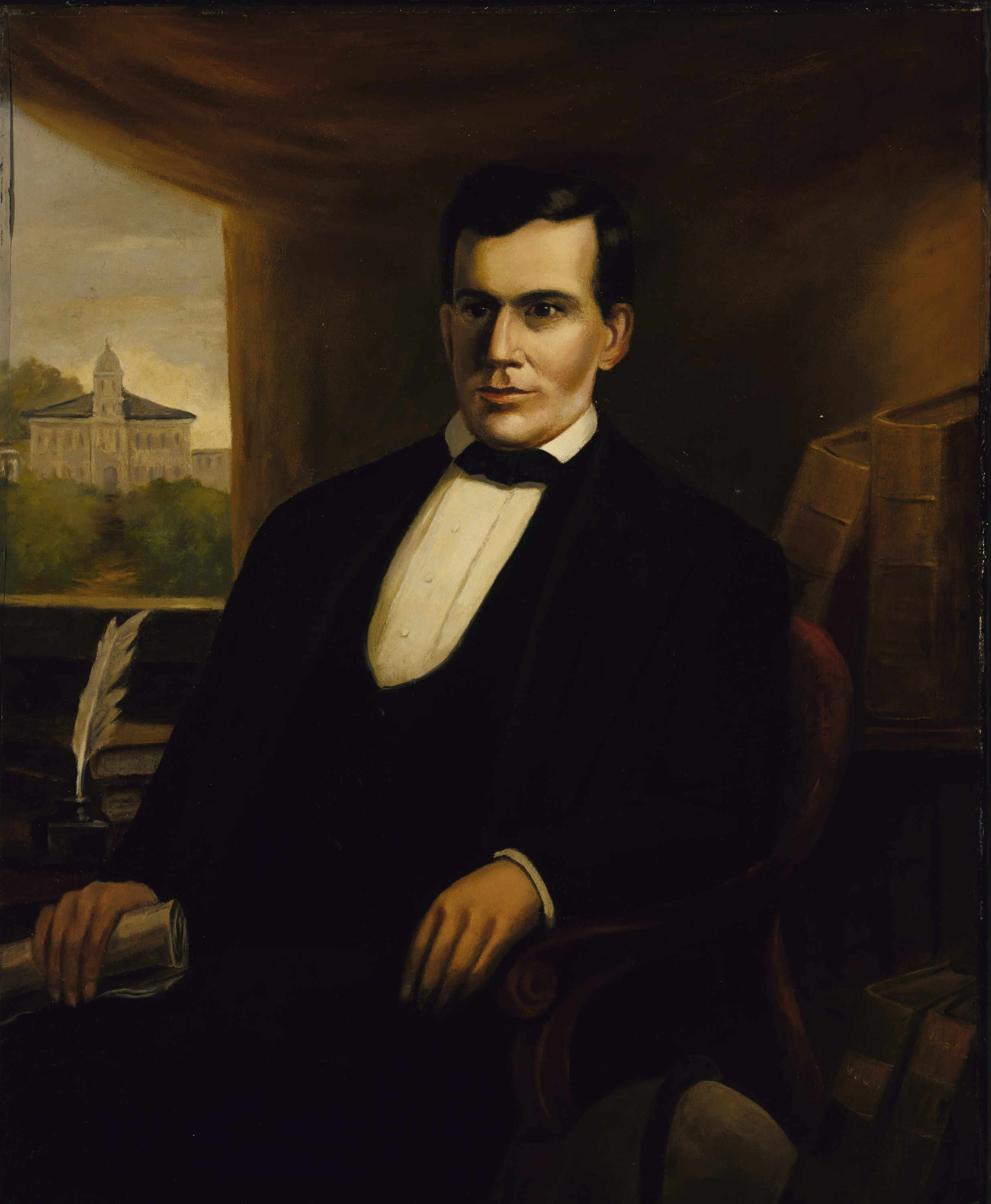
Freeman Cary (1856)
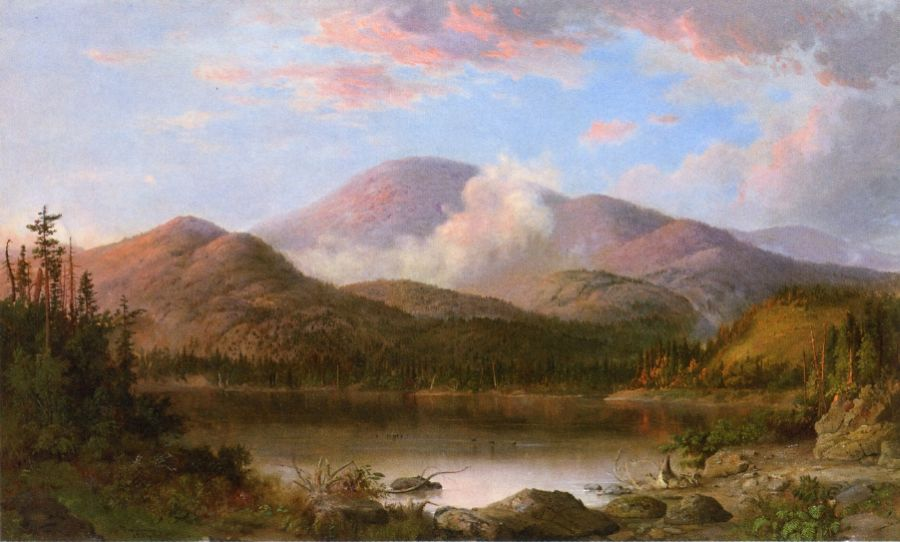
Hora Oxford (1864)
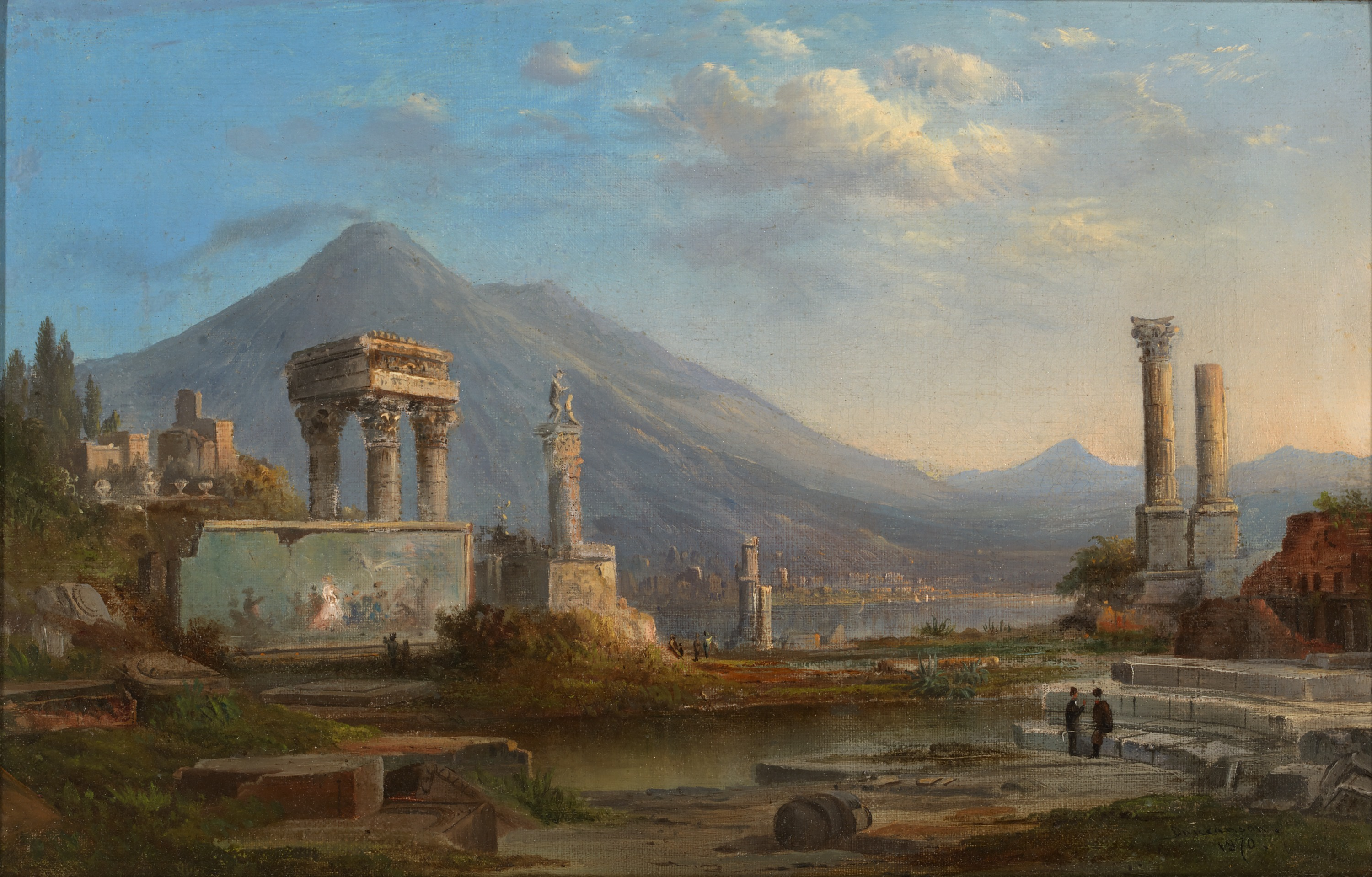
Vesuv a Pompeje (1870)
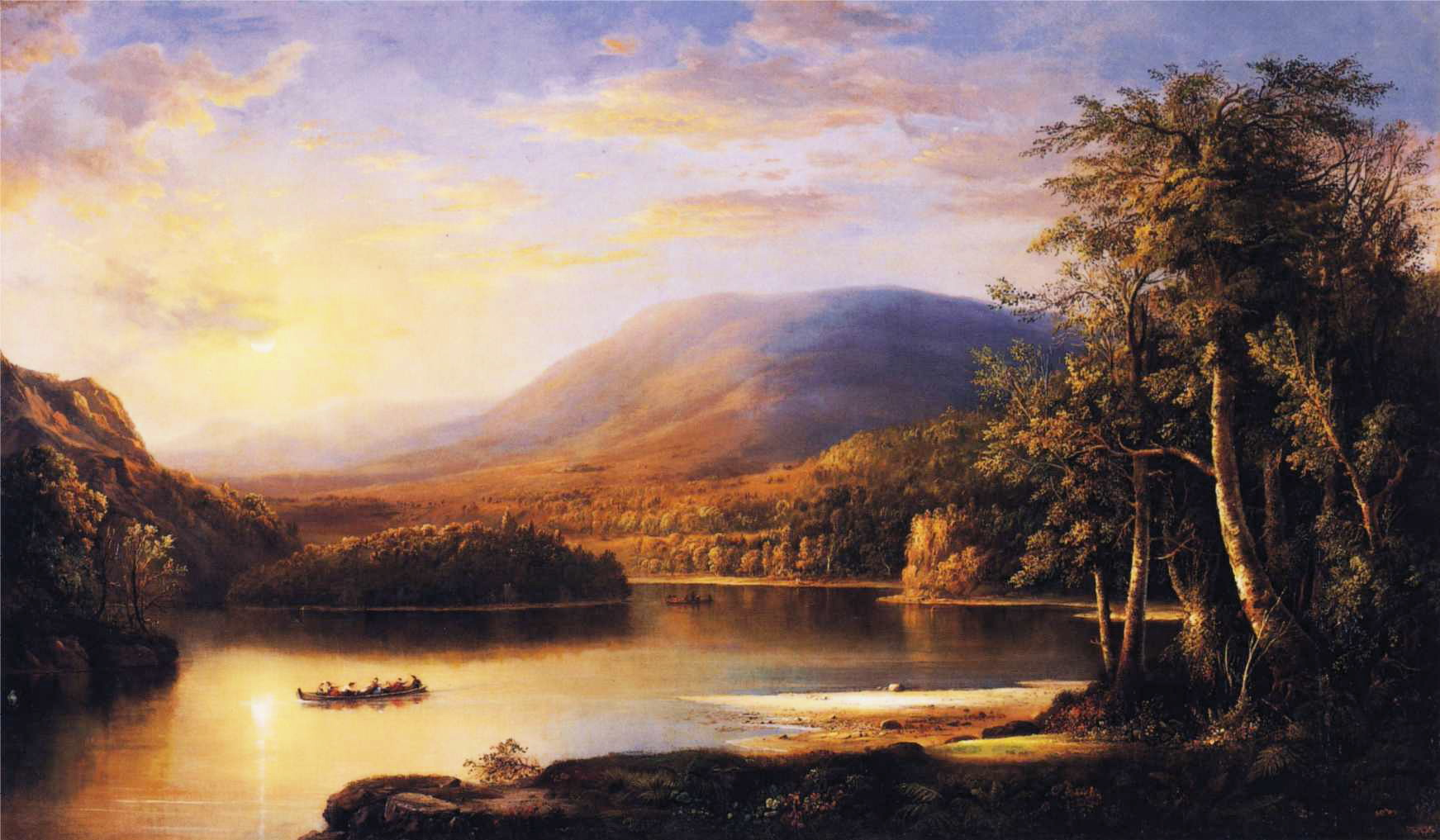
Jezero Katrine (1871)